# Gleichenia dicarpa
Gleichenia dicarpa är en ormbunkeart som beskrevs av Robert Brown. Gleichenia dicarpa ingår i släktet Gleichenia och familjen Gleicheniaceae. Inga underarter finns listade.

## Bildgalleri

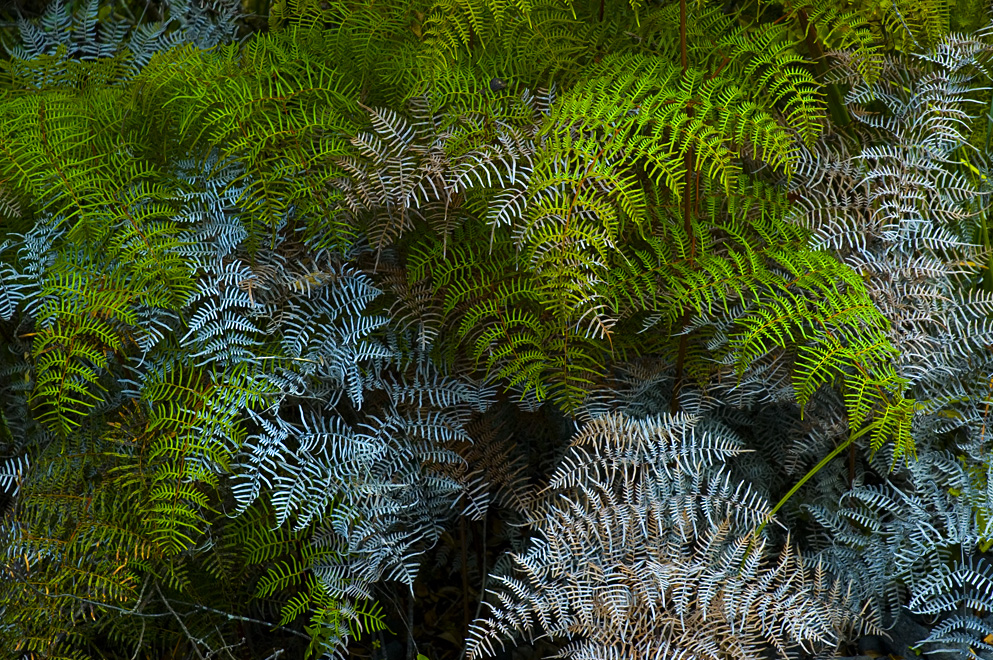